# Pontinia
Pontinia is een gemeente in de Italiaanse provincie Latina (regio Latium) en telt 13.476 inwoners (31-12-2004). De oppervlakte bedraagt 112,2 km², de bevolkingsdichtheid is 114 inwoners per km².

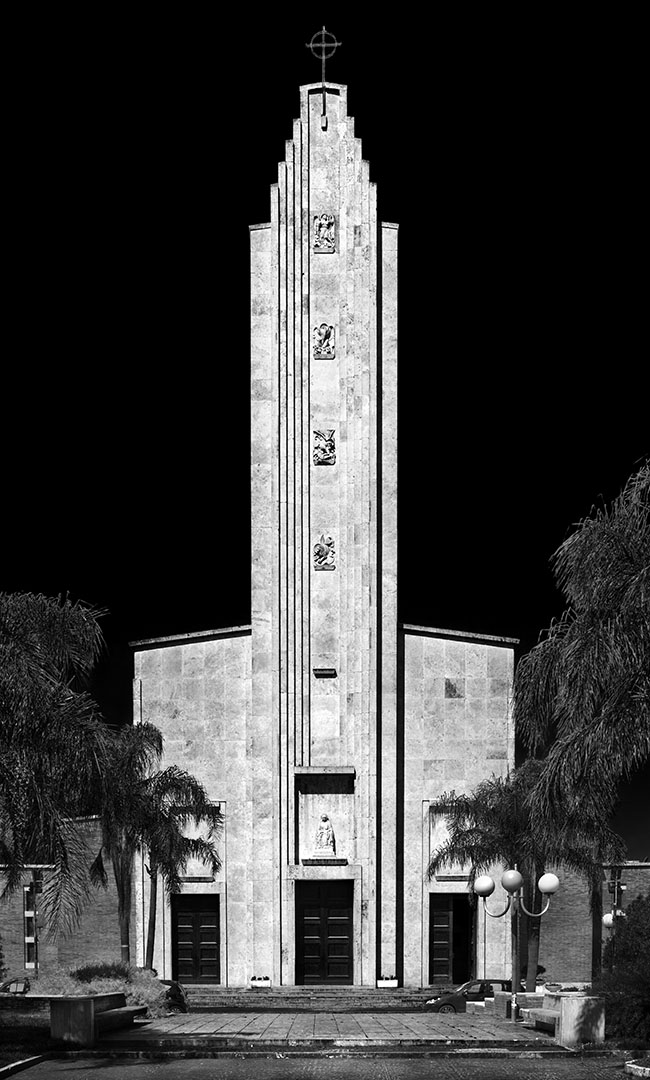
Kerk Sant'Anna
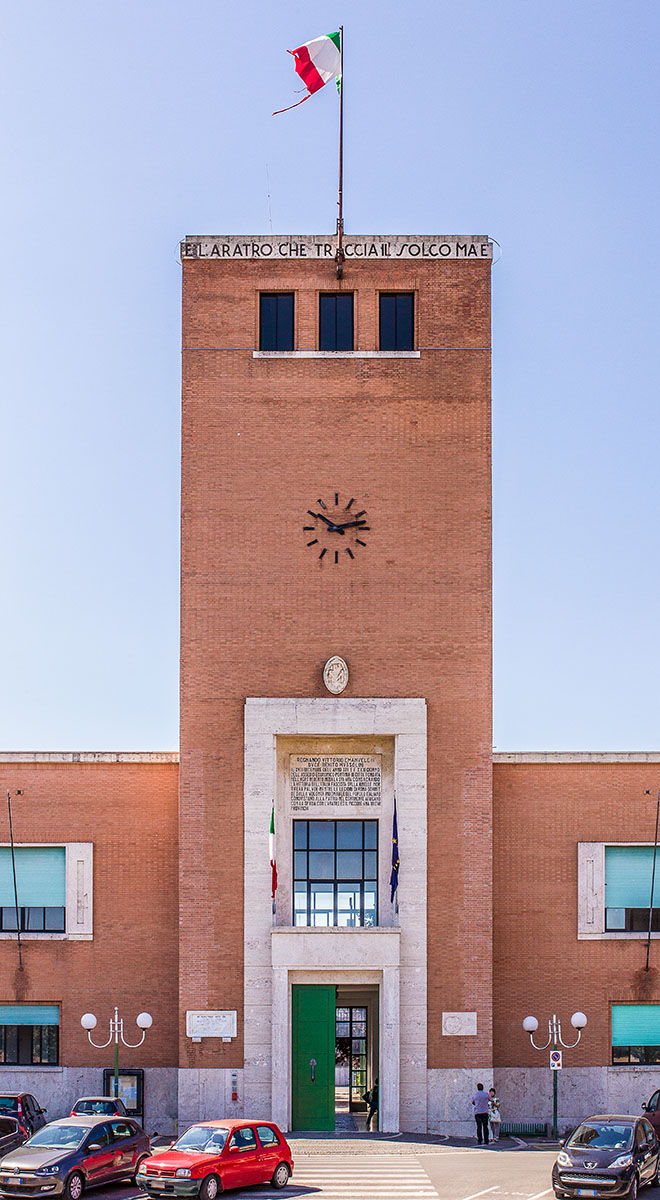
Pontinia

## Geschiedenis
Pontinia werd in 1935 gesticht, in het kader van de drooglegging van de Pontijnse moerassen door de Italiaanse overheid.

## Demografie
Pontinia telt ongeveer 4595 huishoudens. Het aantal inwoners steeg in de periode 1991-2001 met 6,8% volgens cijfers uit de tienjaarlijkse volkstellingen van ISTAT.
| Jaar | Inwoneraantal |
| ---- | ------------- |
| 1991 | 12.203        |
| 2001 | 13.027        |

## Geografie
De gemeente ligt op ongeveer 4 m boven zeeniveau.
Pontinia grenst aan de volgende gemeenten: Latina, Priverno, Sabaudia, Sezze, Sonnino, Terracina.
Aprilia · Bassiano · Campodimele · Castelforte · Cisterna di Latina · Cori · Fondi · Formia · Gaeta · Itri · Latina · Lenola · Maenza · Minturno · Monte San Biagio · Norma · Pontinia · Ponza · Priverno · Prossedi · Rocca Massima · Roccagorga · Roccasecca dei Volsci · Sabaudia · San Felice Circeo · Santi Cosma e Damiano · Sermoneta · Sezze · Sonnino · Sperlonga · Spigno Saturnia · Terracina · Ventotene
1. ↑  https://demo.istat.it/?l=it.